# Maren Morris
Maren Larae Morris (Arlington, 10 aprile 1990) è una cantautrice e produttrice discografica statunitense.
Vincitrice di un Grammy Awards su dodici nomine, è considerata tra le esponenti del contemporary country di maggior successo del XXI secolo.
Dall'album di debutto Hero, viene estratto il singolo My Church, brano che ha raggiunto il primo posto nella classifica Country statunitense nel 2016, ottenendo successivamente il Grammy Award come Miglior performance country solista. Nel 2018 Morris ha partecipato vocalmente alla collaborazione The Middle, assieme a Zedd e Grey, raggiunto le prime posizioni delle classifiche mondiali e ricevuto tre nomination ai Grammy Awards. Il secondo album della cantante, Girl, è stato rilasciato l'8 marzo 2019,  promosso dalla hit The Bones.
Nel corso della sua carriera ha vinto cinque Academy of Country Music Awards, cinque CMA Awards, tre Billboard Music Awards e un American Music Award. Morris è stata inoltre autrice e compositrice per numerosi artisti, tra cui Kelly Clarkson, Tim McGraw, Jessica Rose James Decker e Aubrey Peeples, arrivando a collaborare con Miranda Lambert, Brandi Carlile, Alicia Keys e Vince Gill.

## Biografia
Nata nel 1990 in Texas, ha esordito da giovanissima con l'album Walk On, pubblicato nel giugno 2005 dalla Mozzi Blozzi Music. Nel 2007 e nel 2011 ha pubblicato altri due album.

### 2015-2016:Il debutto eHero
Nell'agosto 2015 ha pubblicato un EP eponimo di cinque tracce su Spotify apparendo nella classifica della piattaforma  Global "Viral 50" Chart, attirando l'attenzione della casa discografia Columbia Nashville. Il 6 novembre dello stesso anno viene ripubblicato EP da cui venne estratto il singolo My Church. Il singolo ha raggiunto la top five della classifica country canadese e statunitense, entrando in quest'ultimo alla posizione 50 della classifica generale dei singoli. In entrambi i paesi riceve la certificazione di platino, vendendo oltre un milione di copie in tutto il mondo.
Sempre nel 2015 compone e scrive diversi brani per altri artisti, tra cui Second Wind per Kelly Clarkson, Clint Eastwood per Jessie James e Mess Worth Making per Aubrey Peeples. Molti dei brani vengono prodotti per la serie tv Nashville.
Trascinato dal successo del brano My Church la casa discografica decide di incidere il suo primo album in studio, Hero,  uscito nel giugno 2016. Con 45.000 copie vendute debutta alla prima posizione della classifica country e alla quinta della classifica generale statunitense, ricevendo successivamente la certificazione d'oro. Entra inoltre alla posizione numero 6 della classifica country australiana.
Il progetto riceve un'acclamazione globale, entrando nelle prime posizioni di diverse classifiche e recensioni dei miglior album del 2016. Riceve inoltre quattro nomination ai Grammy Awards: l'album viene nominato nella categoria Best Country Album, My Church le fa ottenere il grammy come Best Country Solo Performance e viene nominato anche come Best Country Song. La cantante riceve la nomination come Best New Artist, vinta però da Chance the Rapper. Vince invece nelle categorie come Best New Artist agli Academy of Country Music Awards e ai CMA Awards Awards. Inoltre ai Billboard Women in Music 2016 riceve il Breakthrough Star Award.

### 2017 - 2020:The Middle,Girle le Highwomen
Nel 2017 duetta con Niall Horan nel suo nuovo album Flicker e si dedica alla composizione di diversi brani per il secondo album di Jessie James Decker.
Nel 2018 raggiunge il successo internazionale con il brano The Middle, in duetto con il cantante e Dj Zedd. Il singolo raggiunge le top 10 di numerosi paesi tra cui Stati Uniti, Regno Unito, Canada, Australia, Nuova Zelanda, Germania e Paesi Bassi. La canzone, al 2019, vende 770.000 copie negli Stati Uniti ed oltre 2 milioni in tutto il mondo. Il brano vince come Top Dance/Electronic Song ai Billboard Music Award del 2019 e riceve tre nominations ai Grammy Awards dello stesso anno, tra cui Record of the Year. Inoltre viene nominata per il brano Mona Lisas and Mad Hatters come Best Country Solo Performance e nelle categorie Best Country Song e Best Country Duo/Group Performance con la collaborazione Dear Hate di Vince Gill.
Nel gennaio 2019 Morris ha pubblicato il singolo Girl dall'omonimo album in studio. Contemporaneamente ha annunciato un tour mondiale, GIRL: The World Tour, per sostenere l'album previsto per l'8 marzo 2019. Il disco debutta alla quarta posizione della Billboard 200 e alla prima della classifica country statunitense. In Australia raggiunge la posizione 29 mentre in Canada alla 14ª. Ha stabilito il record per l'album country che ha generato il maggior numero di streams, circa 24.000 nella prima settimana. A novembre 2019 ha venduto quasi 75.000 copie negli Stati Uniti. L'album vince come Album of the Year ai CMA Awards e la traccia Common con Brandi Carlile viene nominata ai Grammy Award 2020 nella categoria Best Country Duo/Group Performance.
Il secondo estratto, The Bones, viene rilasciato nel maggio 2019 e viene pubblicato anche in collaborazione con il cantautore Hozier. Il singolo esordisce alla prima posizione della US Hot Country Songs e alla dodicesima posizione della Billboard Hot 100, vendendo oltre tre milioni di copie nel paese. Il brano viene riconosciuto con due CMT Music Award, tra cui canzone dell'anno, e fa ottenere alla cantautrice la dodicecima nomina ai Grammy Award del 2021 nella categoria Best Country Song.
A marzo 2019 Morris, Brandi Carlile, Natalie Hemby e Amanda Shires formano un gruppo denominato Highwomen, in riferimento al gruppo The Highwaymen, che collaborerà con numerosi artisti. Il primo singolo Redesigning Women viene rilasciato nel giugno del 2019, precedendo l'album eponimo al gruppo, rilasciato il 9 settembre 2019, che debutta nella top 10 della Billboard 200 e al numero uno della US Top Country Albums con 30.000 copie vendute. A giugno 2019 Sheryl Crow rilascia la collaborazione Prove You Wrong insieme alla Morris e Stevie Nicks come anticipazione del suo prossimo album e viene annunciata la traccia Way Too Pretty for Prison per il settimo album di Miranda Lambert, Wildcard.
Nel 2020, Maren Morris pubblica i singoli Just For Now e Takes Two, successivamente inseriti in una riedizione di Girl. Il 13 gennaio 2021 pubblica il singolo Line By Line in collaborazione con JP Saxe. Nel marzo seguente collabora con Taylor Swift nel brano You All over Me.

### 2021 - presente:Humble Queste nuovo progetti
Nel 2021 collabora con il marito Ryan Hurd nel singolo Chasing After You. Nel gennaio 2022 pubblica il singolo Circles Around This Town, il quale anticipa l'uscita dell'album Humble Quest, pubblicato il 25 marzo 2022. Nell'agosto 2022 collabora nuovamente con Zedd nel singolo Make You Say. Alla fine del 2023, pubblica un extended play intitolato The Bridge, annunciando di voler prendere le distanze dal genere musicale country.
Nel 2024 incide il brano Kiss the Sky facente parte della colonna sonora del film di animazione The Wild Robot di Chris Sanders, candidato ai Golden Globe per la migliore canzone originale.

## Vita privata
Nel dicembre 2015, Morris ha iniziato a frequentare il cantante Ryan Hurd, che aveva incontrato per la prima volta in una sessione di scrittura nel 2013. Si sono fidanzati nel luglio 2017 e si sono sposati il 24 marzo 2018, a Nashville, nel Tennessee. Il 23 marzo 2020 nasce il primo figlio della coppia Hayes Andrew Hurd. La coppia divorzia nel gennaio 2024.

## Discografia
- 2005 - Walk On
- 2007 - All That It Takes
- 2011 - Live Wire
- 2016 - Hero
- 2019 - Girl
- 2022 - Humble Quest
- 2025 - Dreamsicle

## Premi e riconoscimenti
È una delle artiste country più premiate del nuovo millennio con più di 50 premi vinti su oltre 150 nomination.